# Ulf Ryberg
Ulf Ivan Roger Ryberg, född 10 januari 1947 i Linköping, är en svensk manusförfattare, kortfilmsregissör och radiojournalist.
Ryberg var i början av 1970-talet medlem i bandet Cymbeline, som gav ut singeln New York/Sixth Image (MNW Green Light 42S, 1971). Han har sedan 1990 skrivit manus till flera TV-serier och filmer. Under 1990-talet författade han manus till flera serier regisserade av Leif Magnusson: Den gråtande ministern (1993), En nämndemans död (1995) och Kvinnan i det låsta rummet (1998). Under 2000-talet gjorde han manus till bland annat Daniel Lind Lagerlöfs miniserie Bekännelsen (2001), Lasermannen (2005) samt filmerna Wallander – Mörkret (2005) och Luftslottet som sprängdes (2009).
Ryberg har även regisserat kortfilmerna Saknad av ingen (1990) och Ro ro till Fiskeskär (1992).

## Filmografi
- 1990 – Saknad av ingen (även regi)
- 1992 – Ro ro till Fiskeskär (även regi)
- 1993 – Den gråtande ministern (TV-serie)
- 1995 – En nämndemans död (TV-serie)
- 1995 – Esters testamente (TV-serie)
- 1995 – Snoken (TV-serie)
- 1998 – Kvinnan i det låsta rummet (TV-serie)
- 1999 – Djupt vatten (TV-serie)
- 2000 – Det grovmaskiga nätet
- 2001 – Bekännelsen
- 2001 – Kvinna med födelsemärke
- 2001 – Återkomsten
- 2005 – Lasermannen (TV-serie)
- 2005 – Wallander – Mörkret
- 2007 – Lögnens pris (TV-serie)
- 2009 – Luftslottet som sprängdes
- 2011 – Huvudjägarna